# 東港線

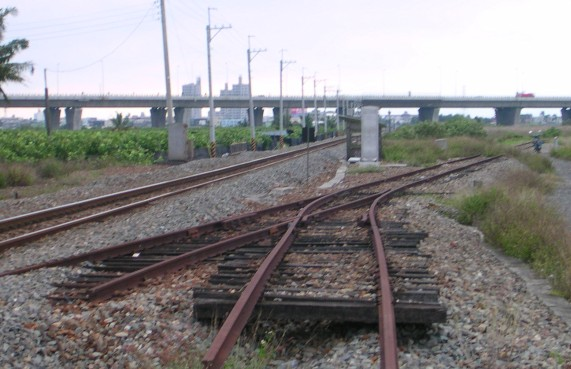
東港線分歧點，轉轍器已拆除
（2004年鎮安車站）

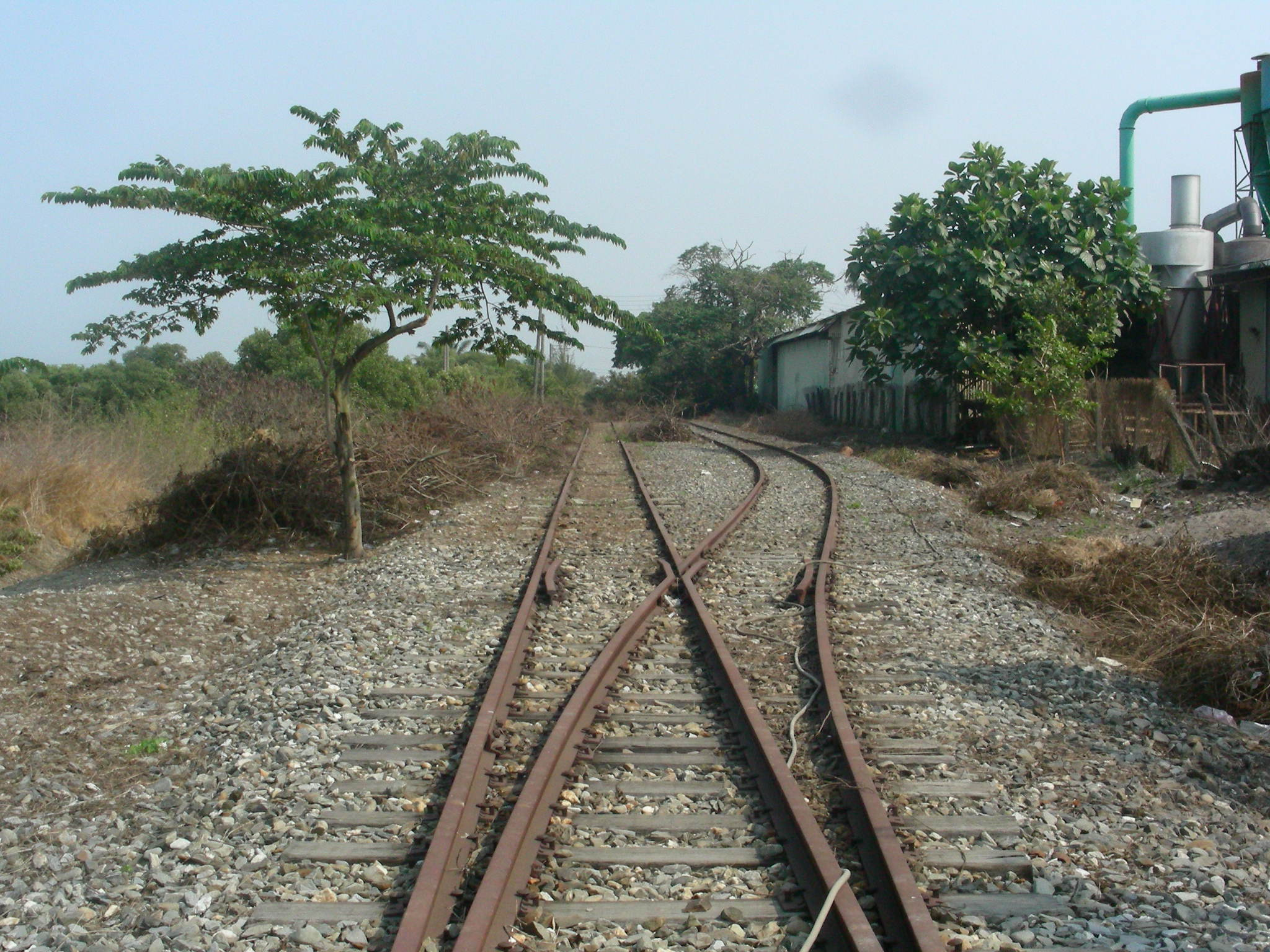
東港線殘存的機返線（2007年）

東港線是由鎮安車站分歧，並由臺灣鐵路管理局經營的傳統鐵路支線。於1991年停止客運業務後，仍留有軍事運輸功能，協助中華民國國軍裝甲部隊運載各式輕重戰車、裝甲運兵車等重型機械裝備，進出東港訓練中心，直到2002年正式廢止。
2017年行政院將東港線復駛計畫納入前瞻基礎建設計畫項目中，2018年底交通部鐵道局提出暫緩推動並改推動林園東港線延伸至鎮安車站作為替代。

## 路線資料
- 經營管轄：臺灣總督府交通局鐵道部→臺灣鐵路管理局
- 路線距離：鎮安＝東港間6.2km
- 軌距：1,067毫米
- 車站數：3（含起訖車站）
- 開業時間：1940年7月19日全線開通
- 廢止時間：1991年3月1日結束客運業務；2002年7月1日正式廢止
- 雙線區間：無，全線單線
- 電化區間：無
- 曾為台灣最短及最南客運支線
- 當初興建與軍事運輸需求有關

## 運行形態
- 客運：單節列車往來東港及鎮安兩站
- 貨運：東港線分歧「東港飛機場線」，有軍事運輸需求。

## 使用車輛
- DR2400型的DR2406號
- S200牽引單節普通客車
- 軍運列車

## 簡介
東港自清代即為重要商港，1940年7月19日東港線全線開通，軍事運輸為其主要目的，東港往高雄或枋寮方向的旅客皆須於鎮安車站轉乘。
東港線曾經有輝煌的時光，然而東港對外連絡公路橋通車後，東港線業績一落千丈。停駛前一年平均每日僅有60人次乘坐，在赤字考量下於1991年3月1日結束客運業務，隨後拆除大鵬至東港路線。
東港線另有「東港飛機場線」，應其軍事需求，客運結束後仍有零星貨運業務。2002年7月1日公文指示東港線廢止，2004年鎮安車站東港線轉轍器拆除。2019年鎮安車站配合南迴鐵路電氣化興建雙月台，所以位於鎮安車站的東港線路軌已拆除，目前僅剩沿海路附近殘存的路軌。

## 車站一覽
東港線自鎮安站以南分歧後，向西沿台17線省道續行至東港。
| 車站名稱 （國音電碼） | 停駛時英譯站名 | 營業里程 鎮安起 | 續接／交會路線及備註     | 所在地             |
| --------------------- | -------------- | --------------- | ------------------------ | ------------------ |
| 鎮安（ㄓㄣ）          | Chen'an        | 0.0             | 可接續屏東線；無人招呼站 | 屏東縣林邊鄉鎮安村 |
| 大鵬（ㄉㄆ）          | Tapeng         | 3.2             | 已廢止                   | 屏東縣東港鎮大鵬里 |
| 東港（ㄉㄍ）          | Tungkang       | 6.2             | 已廢止                   | 屏東縣東港鎮船頭里 |

## 未來計畫
隨著大鵬灣國家風景區的發展，東港線多次提出復駛計畫，並曾與恆春線併案規劃。
2016年10月交通部同意鐵改局編列850萬元進行可行性評估，日前已由中興工程顧問公司得標，期程8個月，預計2017年4月份完成可行性評估報告。2017年行政院將東港線復駛計畫納入前瞻基礎建設計畫項目中，2018年底交通部鐵道局提出暫緩推動，並以利用林園東港線延伸至鎮安車站替代。

## 重大事件
- 1990年9月26日：181B次普通車在鎮安－東港間因台汽客運國光號MCI大客車疑似闖越台17線（沿海路）平交道，造成衝撞，共5人死亡30人受傷。

## 外部連結
- 舊線跡踏查系列 － 東港線